# الدوري الإندونيسي الممتاز 2013
الدوري الإندونيسي الممتاز 2013 (بالإندونيسية: Liga Prima Indonesia 2013)‏ هو موسم من الدوري الإندونيسي الممتاز ‏. كان عدد الأندية المشاركة فيه 16، وفاز فيه نادي سيمين بادانغ.